# Шерментовский, Юзеф

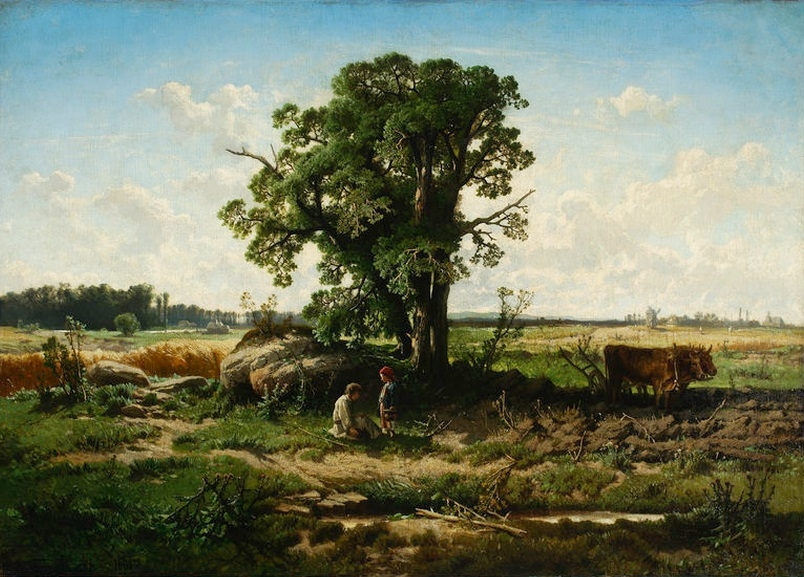
Юзеф Шерментовский. «Отдых пахаря»

Юзеф Шерментовский (пол. Józef Szermentowski); 16 февраля 1833, Бодзентын, возле г. Кельце ‒ 6 сентября 1876, Париж) — польский художник-пейзажист.

## Биография
Окончив школу в Кельцах, в 1851‒1852 гг. начал брать уроки рисунка в Варшаве у Францишека Костжевского, с которым познакомился в Кельцах в доме мецената искусств Томаша Зелинского, рано заметившего талант молодого человека, затем в 1853‒1857 продолжил учёбу в столичной Школе изящных искусств под руководством Христиана Бреслауера и в мастерской известного художника Юлиуша Коссака.
Под влиянием Х.Бреслауера осуществил ряд поездок по Польше. В этот период зарабатывал средства, раскрашивая фотографии.
Вне академии учился мастерству живописи у Войцеха Герсона.
С 1860, получив стипендию отправился в Париж, где оставался до своей смерти. Там же встретил и подружился с Циприаном Камилем Норвидом. При его поддержке Шерментовский связался с рядом периодических изданий Варшавы, которые охотно размещали гравюры с картин живописца. В то же время, он становится все популярнее, получает больше заказов и, таким образом, все напряжённее работает.
В 1862 г. у художника возникают первые проблемы со здоровьем. Благодаря хорошим заработкам Шерментовский осуществляет путешествие по Франции, открывает для себя Швейцарию.
В конце 1868 г. посетил Варшаву, Кельце, родной Бодзентын.
После пребывания в Польше, он окончательно возвратился в Париж, где пережил франко-прусскую войну, осаду французской столицы. В результате голода, эпидемий и безработицы в отрезанном и запертом Париже, художник потерял большинство заказов и начал испытывать финансовые трудности, которые, в конечном итоге, привели к обострению болезни и его преждевременной смерти. Умер в Париже и похоронен на кладбище  в Монморанси.
Участник многих выставок. За картину «Сельский костел после воскресной службы» на лондонской выставке Юзеф Шерментовский был отмечен медалью.
Является представителем демократического реализма. Шерментовский был первым польским пейзажистом, изучавшим факторы света и тени в природе (картины «Отдых пахаря», «Сельский костёл» и акварель «В парке»). Писал несколько меланхоличные, мягкие по цветовой гамме пейзажи и жанрово-пейзажные композиции.
Его произведения отмечены влиянием барбизонской школы, в том числе «Польская деревня» (около 1868 г.), «Сельский костёл» (1870) и др.
Картины Юзефа Шерментовского находятся в настоящее время в Национальных музеях Кракова, Познани, Кельце, других музеях Европы.